# Malesherbia weberbaueri
Malesherbia weberbaueri är en passionsblomsväxtart som beskrevs av Ernest Friedrich Gilg. Malesherbia weberbaueri ingår i släktet Malesherbia och familjen passionsblomsväxter. Utöver nominatformen finns också underarten M. w. galjufii.